# Film Fest Gent
Il Film Fest Gent, noto anche come International Film Fest Gent, è un festival cinematografico internazionale annuale organizzato a Gand (in fiammingo Gent), in Belgio. Il festival ha tenuto la sua prima edizione nel 1974, sotto il nome di International Filmgebeuren Gent, e da allora è diventato il più grande festival cinematografico del Belgio. Il festival punta anche i riflettori sulla musica da film; dal 2001, il Film Fest Gent ospita i World Soundtrack Awards, una serie di premi per le migliori colonne sonore per film e televisione.
Il festival si svolge ogni anno nel mese di ottobre, con una giuria internazionale che assegna il Grand Prix per il miglior film e il Georges Delerue Award per la migliore colonna sonora o sound design. Oltre alla competizione ufficiale, ci sono sezioni come il cinema globale, i classici e un focus speciale annuale.
Dal 2000 al 2018 è stato organizzato un concorso europeo di cortometraggi. Nel 2019, il concorso per cortometraggi è stato riformato in un concorso internazionale, con l'International Short Film Award come premio principale.